# Tania Ortiz Mena
Tania Ortiz Mena López Negrete (México, 1971) es ejecutiva del sector energético que actualmente se desempeña como presidenta de Sempra Infraestructura para México. Considerada en la lista de las 100 mujeres más poderosas de México por la Revista Forbes en 2020 y 2021. De la misma forma, la Revista Petróleo & Energía la incluyó en su lista de 100 líderes del sector energético.
Great Place to Work México la incluyó en su lista anual «Los Mejores CEOS en México 2022»; mientras que Oil and Gas Investor la incluyó en su lista de «25 mujeres influyentes en energía del 2023».
Ortiz Mena, además, fue la primera directora general en IEnova.

## Trayectoria
Ortiz Mena estudió licenciatura en Relaciones Internacionales por la Universidad Iberoamericana, y posteriormente el grado de maestría también en Relaciones Internacionales por Boston University. Se ha desempeñado en diferentes áreas del sector energético: petróleo, gas natural, petrolíferos, petroquímicos y bioenergéticos.
De 1994 a 1999, Ortiz Mena trabajó como subgerente regional de productos refinados en PMI Internacional una empresa subsidiaria de PEMEX en donde se encargaba de la comercialización de productos petrolíferos pesados. En el año 2000 ingresó a Sempra Energy en la vicepresidencia de Asuntos Externos y Desarrollo de Negocios y como vicepresidenta ejecutiva de Desarrollo. En 2018 fue nombrada directora general de IENova. A su llegada a la dirección de IEnova implementó políticas de género basadas en tres principios, atraer, retener y promover a las mujeres. Es integrante fundadora del colectivo Voz Experta que integra a mujeres del sector energético.
Generó un vínculo con universidades al desarrollar un programa de capacitación de apoyo a estudiantes de universidad, en donde el 50% de las personas que egresan son mujeres; puso en práctica dentro de la organización una política de retención de personal enfocado en la equidad salarial, extendió las licencias de maternidad (más allá de las que se prestan por Ley) e instaló lactarios. Es integrante del Women Economic Forum.
En 2015 y 2'16, Ortiz Mena presidió el Consejo de la Asociación Mexicana de Gas Natural. Integró el Consejo de Administración de Oncor Electric Delivery Company, LLC;  es consejera dentro de la Comisión Reguladora de Energía de 2015 a 2018, y del Consejo Mexicano de Relaciones Exteriores COMEXI Desde 2021 dirige el Consejo de Energía México-Estados Unidos, este consejo surge para fortalecer la cooperación bilateral entre ambos países en el sector energético. La Bolsa Mexicana de Valores la nombró consejera independiente societaria, también es parte del Consejo de Administración. Fue directora general de IEnova de septiembre de 2018 a septiembre de 2021 y miembro del Consejo de Administración desde enero de 2019. En octubre de 2024, Ortiz Mena recibió el doctorado honoris causa por parte de la EBC Escuela Bancaria y Comercial. Es la presidenta del grupo Energías Limpias e Infraestructura Energética de Sempra Infraestructura que fusiona a las empresas IEnova y Sempra LNG que une los activos en México y Estados Unidos.